# Майерл, Зепп
Зепп Майерл (нем. Sepp Mayerl; 14 апреля 1937, Гёриах у Дёльзах, Австрия — 28 июля 2012, Линцер Доломитен, Лафант, Австрия) — австрийский альпинист, который в 1970 году вместе с другом Рольфом Вальтером первым покорил Лхоцзе Шар высотой 8 386 м, одну из вершин Лхоцзе. Зепп Майерл известен в альпинистских кругах как Блазл-Зепп, по профессии кровельщик и реставратор церквей.
Умер при восхождении на северную стену Орлиной стены в линцерских Доломитах, упав по неизвестным причинам.

## Книги
- Horst Höfler (Hrsg.): Sepp Mayerl: Von Türmen und Gipfeln. Die Osttiroler Bergsteigerlegende erzählt. Tyrolia, Innsbruck 2012, ISBN 978-3-7022-3173-6.
- Sepp Mayerl: Der Turm in mir. Zu schwierigsten Gipfeln der Erde. Rosenheimer, Rosenheim 1984, ISBN 978-3-475-52443-1 (mit Beiträgen von Reinhold Messner).
- Hermann Magerer: Bergauf Bergab 2. Bergverlag Rother, Oberhaching 2003, ISBN 978-3-7633-7047-4, S. 263−272